# Rudka-Skroda
Rudka-Skroda – wieś w Polsce położona w województwie podlaskim, w powiecie kolneńskim, w gminie Mały Płock.
Wierni kościoła rzymskokatolickiego należą do parafii Najświętszego Sakramentu w Dobrym Lesie.

## Historia
W latach 1921–1939 wieś i ówczesny folwark leżał w województwie białostockim, w powiecie kolneńskim (od 1932 w powiecie ostrołęckim), w gminie Mały Płock.
Według Powszechnego Spisu Ludności z 1921 roku zamieszkiwały tu 133 osoby, 97 było wyznania rzymskokatolickiego a 36 mojżeszowego. Jednocześnie wszyscy mieszkańcy zadeklarowali polską przynależność narodową. Było tu 21 budynków mieszkalnych. Miejscowość należała do parafii rzymskokatolickiej w m. Dobry Las. Podlegała pod Sąd Grodzki w Kolnie i Okręgowy w Łomży; właściwy urząd pocztowy mieścił się w m. Mały Płock.
Większość miejscowych Żydów w lipcu 1941 Niemcy wymordowali w ramach zbrodni w Mściwujach.

## Zabytki
W miejscowości znajduje się zabytkowy cmentarz wojenny z I wojny światowej, nr rej.: 243 z 23 lutego 1987.